# Klaus Hommels
Klaus Hommels (* 17. Februar 1967) ist ein deutsch-schweizerischer Risikokapitalgeber. Er konzentriert sich auf Seed- und Early-Stage-Investments in Internetunternehmen, zunächst direkt durch Hommels Holding, später durch den von ihm gegründeten Venture-Capital-Fonds Lakestar in Zürich. Er war unter anderem an Facebook, Skype und Xing beteiligt. Weitere Beispiele sind Klarna und Revolut.

## Werdegang
Klaus Hommels stammt vom Niederrhein.
Er studierte einen Master of Science in Business Administration und promovierte an der Universität Freiburg (Schweiz) (Finanzwesen). Seit 1990 ist es Mitglied der katholischen Studentenverbindung KDStV Teutonia Freiburg im Üechtland im CV. Nach dem Studium fing er bei Bertelsmann als Vorstandsassistent an. Er war von 1995 bis 1999 Geschäftsführer für AOL Deutschland in den Bereichen Business Development, Content und Werbung tätig. Im Anschluss war Hommels bis 2000 für das Private-Equity-Unternehmen Apax Partners in München als Direktor beschäftigt.
Auf dem Höhepunkt der Dotcom-Blase begann er, als Privatinvestor in Technologie-Startups zu investieren. In dieser Zeit investierte er in eine Reihe von Start-ups wie etwa Facebook. Nach sechs Jahren als Privatinvestor wechselte Hommels 2006 als Venture Partner nach London zu Benchmark Capital (heute Balderton Capital).
2019 sprach sich Hommels u. a. für einen Staatsfonds in der EU aus.

## Investitionen

### Hommels Holding
2007 gründete Hommels die Hommels Holding, die sich hauptsächlich auf Technologie- und Internetunternehmen konzentrierte. Im Jahr 2009 investierte er in das Startup-Unternehmen Spotify und wurde Mitglied des Verwaltungsrats. Er war ein Frühphaseninvestor des Unternehmens mit einer damaligen Bewertung von etwa 20 bis 30 Millionen Pfund.
Eine seiner ersten großen Investitionen war in das deutsche Social-Media-Startup Xing. Einem Bericht von Business Insider zufolge war es das erste Social-Media-Unternehmen, das weltweit an die Börse ging. 2007 stieg Hommels aus seiner Position bei QXL.com aus, das für 946 Millionen Pfund von der Naspers Group übernommen wurde. Zu seinen erfolgreichen Investitionen gehörte Skype, das im Mai 2011 von Microsoft für 8,5 Mrd. US-Dollar übernommen wurde.

### Lakestar
Nach diesen ersten Erfolgen gründete Hommels 2012 in Zürich die Risikokapitalfirma Lakestar. Das Unternehmen investiert vor allem in der Früh- und Wachstumsphase und hat seinen Fokus auf verschiedenen Branchen, darunter beispielsweise (Finanz-)Technologie, Gesundheit, Logistik sowie Reisen. Neben dem Büro in Zürich verfügt Lakestar über eine internationale Präsenz in Berlin und London.
Seit 2012 hat sich Lakestar aufgrund seiner hohen Kapitalrendite zu einer der erfolgreichsten Risikokapitalfirmen in Europa entwickelt. Der erste Seed-Fonds des Risikokapitalunternehmens verzeichnete eine interne Rendite von 70 % seiner Investitionen. Im Jahr 2013 kündigte Lakestar die Auflegung seines ersten institutionellen Fonds, Lakestar I, mit einem Gesamtvolumen von 150 Millionen Euro an. Lakestar I investierte in der Folge in verschiedene europäische Start-ups und beteiligte sich unter anderem an einer Finanzierungsrunde in Höhe von 27 Millionen US-Dollar für Omio, ehemals GoEuro. Im Jahr 2019 umfasste der jüngste Lakestar-Fonds 700 Millionen US-Dollar. Weitere Beteiligungen von Lakestar sind zum Beispiel Sennder, Glovo und GetYourGuide.
2021 fungierten Hommels bzw. Lakestar als erster europäischer Risikokapitalfonds als Sponsor für ein Special Purpose Investment Vehicle (SPAC) mit einem Gesamtvolumen von 332 Mio. US-Dollar auf.

## Engagement
- seit 2016: Mitglied des Boards der Internet Economy Foundation (IE.F)[26]
- seit 2021: Mitglied des Security Innovation Board der Münchner Sicherheitskonferenz[27]
- 2021/2022: Stellvertretender Vorsitzender (Vice-Chair) und Chair-elect des Branchenverbands Invest Europe[28]

Hommels sitzt in den Aufsichts- und Kontrollgremien zahlreicher Unternehmen, darunter Revolut, Sennder und Isar Aerospace. Er setzt sich für eine Stärkung der digitalen Souveränität Europas ein und unterstützt beispielsweise die Scale Up-Initiative von Emmanuel Macron.

## Auszeichnungen
Hommels wurde 2006 von den europäischen Business Schools IESE und INSEAD und der Universität St. Gallen zu Europas erfolgreichstem unternehmerischen Privatinvestor gewählt.
Im Jahr 2017 wurde Hommels von Forbes auf seiner ersten Midas-Touch-Liste an dritter Stelle aufgeführt. Im Jahr 2019 wurde Hommels von Forbes auf Platz 46 der globalen Midas-Liste und auf Platz 5 der europäischen Midas-Liste gesetzt. Im Jahre 2021 wird er auf Platz 6 der Liste der European Top Tech Investors und auf Platz 31 der globalen Top Tech Investors geführt. Auch 2022 stand Hommels auf der Midas-Liste, unter anderem aufgrund des Investments in Revolut.